# Carsten Ramelow
Carsten Ramelow (Berlim, 20 de março de 1974) é um ex-futebolista alemão, que atuava como defensor. 

## Carreira

### Clubes
Atuou em apenas dois clube, pelo Bayer Leverkusen e Hertha Berlin da Alemanha.

### Seleção Alemã
Em 1998 Ramelow apareceu pela primeira vez na seleção alemã, e participou de 46 jogos. Também atuou na Eurocopa de 2000 e na Copa do Mundo de 2002.
Se aposentou da seleção na Eurocopa de 2004.

## Títulos

### Clubes
Bayer Leverkusen
- Bundesliga Vices: 1996–97, 1998–99, 1999–2000, 2001–02
- UEFA Champions League Vice: 2001–02
- DFB-Pokal: Vice: 2001–02